# EリポビタンDチャレンジカップ2020
eリポビタンDチャレンジカップ2020は、2020年8月30日に配信されたオンライン大会である。本来は2020年7月5日に予定されていたが、九州地方の大雨被害に配慮して中止。その後2020年8月30日に変更。

## 大会概要
- 主催: 日本ラグビーフットボール協会
- 特別協賛: 大正製薬
- 出場選手: 流大(サントリーサンゴリアス)・姫野和樹(トヨタ自動車ヴェルブリッツ)
- 実況：矢野武
- 解説：村上晃一
- 対戦ゲーム: Rugby20(PlayStation 4)

## 配信
- 日本ラグビーフットボール協会公式Twitter
- YoutubeチャンネルJAPAN RUGBY TV

## 結果
| 回 | 年度 | 月日    | キックオフ時刻 | 勝         | 得点 | 敗           | 得点 |
| -- | ---- | ------- | -------------- | ---------- | ---- | ------------ | ---- |
|    | 2020 | 8月30日 | 18:30          | 流ジャパン | 30   | 姫野ジャパン | 25   |

## 勝利商品
- リポビタンD1年分[5]